# Гай Ліциній Кальв Столон
Гай Ліциній Кальв Столон (1-а половина IV століття до н. е.) — політичний діяч Римської республіки, консул 361 року до н. е., восьмикратний народний трибун.

## Життєпис
Походив з плебейського роду Ліциніїв. Син Гая Ліцинія Кальва. Про молоді роки мало відомостей. 
Досить швидко став одним з лідерів плебеїв. З 376 до 367 року до н. е. 8 разів обирався народним трибуном. Виступав за встановлення рівних прав між плебеями та патриціями.
У 367 році до н. е. разом з Луцієм Секстієм Латераном запропонував закон, згідно з яким одним з консулів обов'язково повинен бути плебей. З цього моменту почалася точитися боротьба за цей закон. Лише в 362 році до н. е. він був затверджений. Вибори нових консулів на 361 рік до н. е. вже пройшли за новим законом. За результатами виборів Гай Столон став одним з перших консулом—плебеєм разом з Гай Сульпіцієм Петіком. Під час своєї каденції домігся прийняття закону, згідно з яким нікому з плебеїв не було дозволено мати більше 500 югерів поля. Проте сам Столон володів 500 югерами та ще 500 югерів мав на свого сина. Тому у 357 році до н. е. його було  притягнуто до суду й першим з усіх саме він був покараний відповідно до свого закону — 10 тисяч асів.

## Родина
- Дружина — Фабія Амбуста Молодша

Діти:
- Гай Ліциній Кальв